# Jakub II Stuart
Jakub II, ang. James II (ur. 14 października 1633, zm. 16 września 1701) – król Anglii oraz król Szkocji jako Jakub VII (gael. Seumas VII). Panował w latach 1685–1688. Młodszy syn Karola I i Henrietty Marii Burbon, córki Henryka IV, króla Francji, brat i następca Karola II, ostatni katolicki król Anglii i ostatni król, który rządził w sposób absolutny.

## Wywód przodków
| 4. Jakub I Stuart                 |  |                           |  |  |             |
|                                   |  | 2. Karol I Stuart         |  |  |             |
| 5. Anna Duńska córka Fryderyka II |  |                           |  |  |             |
|                                   |  |                           |  |  | 1. Jakub II |
| 6. Henryk IV Burbon               |  |                           |  |  |             |
|                                   |  | 3. Henrietta Maria Burbon |  |  |             |
| 7. Maria Medycejska               |  |                           |  |  |             |
|                                   |  |                           |  |  |             |

## Książę Yorku
Wraz z urodzeniem otrzymał tytuł księcia Anglii, Szkocji, Francji i Irlandii. 24 listopada 1633 r. został ochrzczony w obrządku anglikańskim przez Williama Lauda, arcybiskupa Canterbury. Jego rodzicami chrzestnymi byli: Elżbieta Stuart, „zimowa królowa” Czech, jej syn Karol Ludwik Wittelsbach, elektor-palatyn Renu, i Fryderyk Henryk Orański. 20 kwietnia 1642 r. został kawalerem Orderu Podwiązki. 27 stycznia 1644 r. otrzymał tytuł księcia Yorku.
Podczas angielskiej wojny domowej przebywał w Oksfordzie. Po upadku miasta w 1646 r. został pojmany przez siły Parlamentu i umieszczony w St. James’s Palace. W 1648 r. udało mu się uciec i udał się na dwór swojego szwagra, Wilhelma II Orańskiego, do Hagi. W 1649 r. jego ojciec został ścięty, a starszy brat okrzyknięty królem Karolem II. Pretendent udał się do Szkocji, gdzie został koronowany i próbował najechać na Anglię, ale poniósł klęskę pod Worcester i musiał uciekać do Francji. Tam towarzyszył mu Jakub, który w 1652 r. rozpoczął służbę w armii francuskiej i odbył 4 kampanie pod dowództwem wicehrabiego de Turenne. W 1656 r. wstąpił do armii hiszpańskiej pod wodzą księcia Kondeusza. Brał udział w bitwie z oddziałami Olivera Cromwella pod Dunes 3 czerwca 1658 r., gdzie prowadził dwie nieskuteczne szarże przeciwko cromwellowskiej piechocie. Od 1649 r. był członkiem Tajnej Rady. 10 maja 1659 r. otrzymał tytuł hrabiego Ulsteru. 31 grudnia 1660 r. król Francji Ludwik XIV nadał mu francuski tytuł parowski księcia Normandii.
W 1660 r. Karol II odzyskał tron Anglii. 25 maja Jakub towarzyszył mu podczas wjazdu do Londynu. W 1660 r. otrzymał tytuł księcia Albany oraz urzędy Lorda Wielkiego Admirała i lorda strażnika Pięciu Portów. Jako że Karol II nie miał dzieci, Jakub był uznawany za następcę tronu. Jako Lord Wielki Admirał dowodził Royal Navy podczas II (1665–1667) i III wojny angielsko-holenderskiej (1672–1674). Kiedy w 1664 r. zdobyto holenderską kolonię w Ameryce Północnej, jej główne miasto, Nowy Amsterdam, przemianowano na cześć Jakuba na Nowy Jork. Położony 150 mil dalej nad rzeką Hudson Fort Orange został przemianowany na Albany. Jakub był również Przewodniczącym Królewskiej Kompanii Afrykańskiej, pośredniczącej w handlu niewolnikami. Od 1664 r. był również członkiem Towarzystwa Królewskiego.

## Katolicki następca tronu

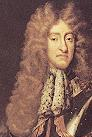
Król Jakub II

Jakub przeszedł na katolicyzm prawdopodobnie w 1668 lub 1669 r., ale przez kilka lat było to utrzymywane w tajemnicy. W tym czasie brał udział w III wojnie angielsko-holenderskiej, odnosząc zwycięstwo w bitwie morskiej w zatoce Southwold. W tym czasie w wyniku narastania antykatolickich nastrojów w Anglii w marcu 1673 r. Parlament przyjął Test Act, który uzależniał objęcie dowolnych funkcji cywilnych i wojskowych od złożenia wyznania wiary i przyjęcia komunii pod dwiema postaciami. Jakub odmówił wypełnienia tych postanowień i utracił swoje godności Lorda Wielkiego Admirała i lorda strażnika Pięciu Portów (brat nadał mu wówczas godność Lorda Wielkiego Admirała Szkocji, gdyż w Szkocji Test Act nie obowiązywał). Katolicyzm Jakuba stał się powszechnie znany. Król Karol nakazał, aby dzieci Jakuba z jego małżeństwa z Anną Hyde (która zmarła w 1671 r.) zostały wychowane w wierze protestanckiej. Zezwolił jednak Jakubowi na poślubienie katolickiej księżniczki – Marii z Modeny.
Ponieważ król Karol II wciąż nie mógł doczekać się potomstwa, coraz prawdopodobniejsza stawała się perspektywa objęcia tronu przez księcia Yorku. Wizja katolika na tronie była jednak nie do przyjęcia dla protestantów. Jakub próbował ułagodzić poddanych, wydając swoją najstarszą córkę Marię za księcia Wilhelma Orańskiego. Na niewiele to się zdało. Niepopularność Jakuba jako następcy tronu była tak duża, że nawiązał do niej nawet Karol II w odpowiedzi na zarzuty brata o poruszaniu się po Londynie z niewystarczającą eskortą: „Bracie, dziękuję Ci za Twoją troskę, ale nikt nie zabije mnie, aby zrobić królem Ciebie”. Na domiar złego na scenę wkroczył niejaki Titus Oates, który rozpowiadał o „papieskim spisku”, mającym na celu zabicie króla Karola i osadzenie na tronie księcia Yorku. Wybuchła antykatolicka histeria. Karol nakazał bratu opuścić Anglię. Jakub udał się do Brukseli, gdzie przebywał do 1680 r., kiedy otrzymał nominację na Lorda Wysokiego Komisarza przy Parlamencie Szkocji. Zamieszkał wówczas w edynburskim Holyroodhouse.
W tym czasie angielscy protestanci próbowali pozbawić Jakuba prawa do sukcesji tronu. Anthony Ashley-Cooper, 1. hrabia Shaftesbury, przedstawił w Parlamencie projekt ustawy odsuwającej księcia Yorku od korony. Kandydatem protestantów był najstarszy syn Karola II z nieprawego łoża, James Scott, 1. książę Monmouth. Tzw. Exclusion Bill stał się podwaliną podziału angielskiej sceny politycznej. Popierający ustawę, zwani „Petycjonistami” (Petitioners), dali początek ugrupowaniu wigów (z których wykształciła się później Partia Liberalna), natomiast przeciwnicy ustawy, zwani „Oburzającymi się” (Abhorrers), dali początek partii torysów (z których wykształciła się później Partia Konserwatywna).
Próby zmiany kolejności sukcesji tronu nie przypadły do gustu Karolowi II. Kiedy w 1679 r. pojawiła się realna możliwość uchwalenia Exclusion Bill, Karol rozwiązał Parlament. Dwa następne Parlamenty (z 1680 i 1681 r.) zostały rozwiązane z tego samego powodu. Wówczas Shaftesbury i Monmouth zdecydowali się na krok ostateczny i w 1683 r. podjęli próbę zamachu na króla Karola i księcia Yorku. Zamach się nie udał, na spiskowców posypały się kary, a królowi i jego bratu przyniosło to wzrost sympatii społeczeństwa. Wyrazem tego było przywrócenie w 1684 r. Jakubowi godności Lorda Wielkiego Admirała.

## Król Anglii
Król Karol zmarł 6 lutego 1685 r., przyjmując podobno na łożu śmierci wiarę katolicką. Na tron wstąpił książę Yorku jako Jakub II, król Anglii, i Jakub VII, król Szkocji. Objęcie tronu przeszło bez komplikacji, gdyż Jakub cieszył się poparciem torysów, a administracja była obsadzona lojalnymi ludźmi. Sukcesji nie sprzeciwiał się nawet Kościół Anglikański. 23 kwietnia 1685 r. Jakub i Maria zostali ukoronowani w Westminsterze. Zebrany w maju 1685 r. Parlament udzielił poparcia Jakubowi i uchwalił znaczne subsydia przeznaczone na osobiste wydatki Jakuba oraz utrzymanie armii.
Pierwszy przeciwko Jakubowi zbuntował się w maju 1685 r. Archibald Campbell, 9. hrabia Argyll. Hrabia liczył na niechęć szkockich prezbiterian do Anglików i wywołanie w Szkocji narodowego powstania. Szkoci jednak nie rwali się do walki, a Argyllowi brakowało zdolności i autorytetu. Powstanie rychło zostało stłumione, a Argyll pojmany i stracony. Równocześnie na południu Anglii wylądował kolejny pretendent – książę Monmouth. 18 czerwca jego armia, licząca ok. 6500 słabo uzbrojonych i słabo wyszkolonych ludzi, okrzyknęła Monmoutha królem. Po nieudanej próbie zdobycia Bristolu i wieściach o zbliżających się wojskach króla, Monmouth zdecydował się na odwrót. Naciskany przyjął bitwę 6 lipca 1685 r. pod Sedgemoor, która zakończyła się ostateczną klęską rebeliantów. Monmouth ukrywał się jeszcze kilka dni, ale został pojmany i ścięty w Tower.
Jakub tymczasem zaczynał rządzić w sposób absolutny. Uchylił Habeas Corpus Act, ogłosił amnestię dla katolików, a w królewskim kościele jawnie odprawiano katolickie nabożeństwa. Aby zapobiec kolejnym rebeliom, Jakub zdecydował się wprowadzić stałą armię, ale napotkał sprzeciw Parlamentu. Pod koniec roku Jakub rozwiązał Parlament. Najważniejsze stanowiska w państwie otrzymali katolicy, a częstym gościem dworu królewskiego był nuncjusz papieski. Mocną pozycję na dworze miał spowiednik króla, jezuita Edward Petre. Na uniwersytety w Oksfordzie i Cambridge były wywierane naciski, aby zwiększyły dostęp do swoich uczelni dla katolików.

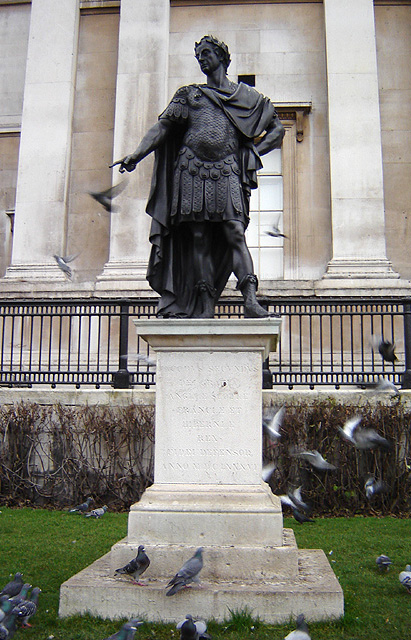
Pomnik Jakuba na Trafalgar Square w Londynie

W 1687 r. Jakub wydał Deklarację o tolerancji religijnej (Declaration of Indulgence), w której uchylał działanie ustaw karnych w stosunku do katolików, nonkonformistów i dyssenterów piastujących urzędy państwowe. Deklaracja zapewniała im także wolność kultu. W 1688 r. król ogłosił drugą Deklarację o tolerancji. Tym razem ostro zaprotestował Kościół Anglikański. Złożona przez arcybiskupa Canterbury, Williama Sancrofta, petycja anglikańskich biskupów wywołała wściekłość króla. Na rozkaz króla biskupi zostali aresztowani, ale sąd przysięgłych uniewinnił ich, mimo nacisków dworu królewskiego.

## Chwalebna rewolucja
Po upadku rebelii Argylla i Monmoutha nadzieje protestanckiej opozycji wiązały się z księciem Oranii i zięciem Jakuba, Wilhelmem. W 1688 r. miało miejsce wydarzenie, które przyspieszyło wybuch rebelii. Do tej pory dziedziczką Jakuba była żona Wilhelma, Maria, gorliwa protestantka. Jednak 10 czerwca 1688 r. rozprzestrzeniła się wieść, że królowa Maria z Modeny urodziła syna, katolickiego następcę tronu. W tych warunkach wigowie i torysi doszli do porozumienia i wezwali na pomoc Wilhelma Orańskiego. Pod koniec czerwca list do Wilhelma wystosowało sześciu lordów i jeden biskup (4 wigów i 3 torysów), a wierność księciu Orańskiemu zaprzysięgli wyżsi oficerowie armii i floty.

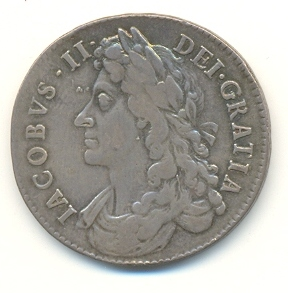
Moneta z podobizną Jakuba II

Po kilkumiesięcznych przygotowaniach 10 października Wilhelm wydał deklarację, w której ogłaszał swój zamiar udania się do Anglii w celu obrony wiary protestanckiej oraz wolności i Parlamentu. Sprzyjała mu sytuacja międzynarodowa, gdyż Europa gotowała się do kolejnej wojny z francuskim królem Ludwikiem XIV, który był sojusznikiem Jakuba II. W tej sytuacji działania Wilhelma spotkały się nawet z przyjaznym odzewem ze strony papieża Innocentego XI. W listopadzie 1688 r. na czele 15000 żołnierzy Wilhelm Orański wylądował w Anglii.
Inwazja zaczęła się 5 listopada. W ciągu miesiąca na stronę Wilhelma przeszła armia, urzędnicy i hierarchia anglikańska. Do obozu księcia przeszła nawet młodsza córka Jakuba, Anna. 9 grudnia Wilhelm wygrał bitwę pod Reading. W nocy z 9 na 10 grudnia królowa Maria i mały książę Walii uciekli do Francji. 11 grudnia Jakub został pojmany w Faversham. Tego samego dnia Parlament poprosił go, aby przybył do Londynu i doszedł do porozumienia z zięciem. Jakub przybył do Londynu 16 grudnia i zaprosił Wilhelma na rozmowy. Wilhelm nie miał jednak zamiaru utrzymywać teścia przy władzy. Holenderska straż pojmała Jakuba i 18 grudnia został przewieziony do Rochester w Kencie. Wilhelm wydał jednak rozkazy, że jeśli Jakub będzie chciał wyjechać, nie należy mu czynić przeszkód. W tej sytuacji król Jakub 23 grudnia 1688 r. odpłynął do Francji.
Próba ucieczki podjęta przez króla 11 grudnia w oczach jego przeciwników urosła do rangi abdykacji. Ogłoszono, że od tego dnia tron pozostawał pusty. O jego objęcie poproszono Wilhelma i Marię, którzy po zaprzysiężeniu Bill of Rights zostali w 1689 r. ukoronowani na króla i królową Anglii i Szkocji.

## Próby odzyskania tronu
Jakub nie pogodził się z utratą tronu. Mając poparcie Ludwika XIV oraz wiernych stronników w irlandzkich katolikach oraz u szkockich i angielskich legitymistów już w 1689 r. podjął próby odzyskania tronu. Od jego imienia popierających sprawę katolickiego króla i jego potomków nazywano „jakobitami”. Pierwsze powstanie jakobici wywołali w Szkocji. 16 kwietnia 1689 r. John Graham, wicehrabia Dundee, ogłosił zaciągi pod sztandary króla Jakuba. Klany szkockie poparły Dundeego, który pokonał armię królewską pod Killiecrankie, gdzie jednak sam zginął. Pozbawione zdolnego wodza oddziały powstańcze walczyły jeszcze do 1691 r.
Tymczasem 12 marca 1689 r. król Jakub wylądował z francuskimi posiłkami w Kinsale w Irlandii. Zyskawszy poparcie irlandzkich katolików Jakub ruszył na opanowaną przez protestantów północ. Nie odniósł tam jednak znaczących sukcesów. Wilhelm III rychło wysłał na wyspę posiłki, a 25 czerwca 1690 r. osobiście przybył do Ulsteru. 12 lipca doszło do decydującej bitwy tej kampanii, nad rzeką Boyne, gdzie oddziały Wilhelma pokonały jakobitów. Dwa dni później Wilhelm tryumfalnie wkroczył do Dublina. Walki trwały jeszcze do 1691 r., ale Jakub opuścił swoich stronników niedługo po bitwie nad Boyne.

## Na wygnaniu
Resztę życia Jakub II spędził na wygnaniu we Francji, gdzie Ludwik XIV podarował mu pałac w Saint-Germain-en-Laye. W 1696 r. jakobici podjęli próbę przywrócenia mu korony poprzez zamordowanie Wilhelma III. Spisek się jednak nie powiódł. W tym samym roku Ludwik zaproponował mu kandydowanie na tron polski po śmierci króla Jana III. Jakub odrzucił jednak tę ofertę, gdyż obawiał się, że będąc królem Polski straci szanse na odzyskanie korony angielskiej.
Jakub zmarł na udar mózgu w podarowanym mu przez Ludwika XIV pałacu. Jego ciało pochowano w kaplicy św. Edmunda w kościele Angielskich Benedyktynów przy Rue St. Jacques w Paryżu. Podczas Rewolucji jego szczątki zostały sprofanowane i zaginęły. Pretensje do angielskiego i szkockiego tronu przejął jego jedyny żyjący syn, Jakub Franciszek Edward Stuart.

## Rodzina
3 września 1660 r. w Londynie poślubił lady Annę Hyde (12 marca 1637 – 31 marca 1671), córkę Edwarda Hyde’a, 1. hrabiego Clarendon, i Frances Aylesbury, córki sir Thomasa Aylesbury’ego, 1. baroneta. Jakub i Anna mieli razem czterech synów i cztery córki. Byli to:
- Karol (22 października 1660 – 5 maja 1661), tytułowany księciem Cambridge, ale zmarł przed oficjalnym zatwierdzeniem tytułu
- Maria II (30 kwietnia 1662 – 28 grudnia 1694), żona Wilhelma III Orańskiego, królowa Anglii i Szkocji
- Jakub (12 lipca 1663 – 20 czerwca 1667), książę Cambridge
- Anna (6 lutego 1665 – 1 sierpnia 1714), królowa Anglii i Szkocji, od 1707 r. królowa Wielkiej Brytanii
- Karol (4 lipca 1666 – 22 maja 1667), książę Kendal
- Edgar (14 września 1667 – 15 listopada 1669)
- Henrietta (13 stycznia – 15 listopada 1669)
- Katarzyna (9 lutego – 5 grudnia 1671)

21 listopada 1673 r. w Dover poślubił Marię d’Este (5 października 1658 – 7 maja 1718), córkę Alfonsa IV d’Este, księcia Modeny, i Laury Martinozzi, córki Hieronima Martinozziego, siostrzenicy kardynała Jules’a Mazarina. Jakub i Maria mieli razem dwóch synów i pięć córek. Ich dzieci to:
- Katarzyna Laura (10 stycznia 1675 – 3 października 1676)
- Izabela (28 sierpnia 1676 – 2 marca 1681)
- Karol (7 listopada – 12 grudnia 1677), książę Cambridge, zmarł na ospę
- Elżbieta (ur. i zm. 1678)
- Charlotta Maria (16 sierpnia – 16 października 1682)
- Jakub Franciszek Edward Stuart (10 czerwca 1688 – 1 stycznia 1766), książę Walii, jakobicki pretendent do tronu Anglii i Szkocji
- Ludwika (28 czerwca 1692 – 18 kwietnia 1712)

Jakub miał również kilkoro nieślubnych dzieci:
Z Arabellą Churchill:
- Henriettę FitzJames (1667 – 3 kwietnia 1730), żonę Henry’ego Waldegrave’a, 1. barona Waldegrave, i Piersa Butlera, 3. wicehrabiego Galmoye
- Jamesa FitzJames (21 sierpnia 1670 – 12 czerwca 1734), 1. księcia Berwick, marszałka Francji
- Henry’ego FitzJames (sierpień 1673 – grudzień 1702), 1. księcia Albemarle
- Arabellę FitzJames (1674 – 7 listopada 1704), zakonnicę

Z Catherine Sedley:
- Catherinę Darnley (ok. 1681 – 13 marca 1743), żonę Jamesa Annesleya, 3. hrabiego Anglesey, i Johna Sheffielda, 1. księcia Buckingham i Normanby
- Jamesa Darnely (1684 – 1685)